# Wilhelm Staedel
Wilhelm Staedel (Homoród, 1890. január 12. – Marburg an der Lahn, 1971. október 11.) erdélyi szász evangélikus püspök.

## Élete
Teológiai tanulmányait Jénában, Budapesten és Berlinben végezte. Először Nagyselyken szolgált, majd az első világháború során tábori lelkészként tevékenykedett. 1919-től Erkeden, 1924-től Szászhermányban volt lelkész.
1930-ban annak a Waldemar Gustnak a támogatásával lett Brassóban lelkész, aki később a nemzetiszocialista Romániai Német Néppárt (Deutsche Volkspartei in Rumänien, DVR) vezéralakjaként vált ismertté. Alfred Bonfert állatorvossal együtt Staedel átvette a Deutsch-sächsisches Jugendbund nevű ifjúsági szervezet vezetését, és módszeresen a nemzetiszocializmus irányába alakította át. A diákok önkéntes táborokban vettek részt, ahol a közhasznú munka végzése mellett politikai-ideológiai képzésben is részesültek. Staedel és Bonfert, aki 1935 júliusában a DVR pártelnöke lett, az ifjak nagy részét a DVR-be terelte.
A fiatalok körében népszerű Staedelt az 1932 óta hivatalban levő püspök, Viktor Glondys fenntartásai ellenére megbízta az ifjúsági egyházi munka vezetésével, néhány hónappal később azonban illojális magatartása miatt felmentette ebből a tisztségből. 1936-ban az egyház vezetése és a radikális nemzetiszocialisták szembekerültek egymással, mivel az egyház vezetése megtiltotta az egyházi alkalmazottaknak a pártpolitikai összejöveteleken való részvételt. Staedellel együtt 68 DVR-tag megmakacsolta magát, ezért fegyelmi eljárást indítottak ellenük, és ideiglenesen megfosztották őket a hivataluktól és díjazásuktól. Staedelt 1937 áprilisában négy évre felfüggesztették a tisztségéből.
1940 őszén, a romániai Deutsche Volksgruppe megalapítása után Staedelt a Volksgruppe kultúrhivatalának vezetőjévé nevezték ki. A beteg Viktor Glondyst rövid időn belül lemondatták, és Staedel a Volksgruppe jelöltjeként indult a püspökválasztáson. A püspökválasztó zsinaton Andreas Schmidt, a Volksgruppe vezetője fenyegetésekkel, maga Staedel ígéretekkel hatott a küldöttekre. 1941. február 16-án Staedelt 60 szavazattal püspökké választották, az akkor püspöki vikárius Friedrich Müller 37 támogatóval jócskán lemaradt mögötte, noha a falvakban és az egyházkerületekben tartott előválasztáson még ő vezetett. Az egyházi fegyelmi bizottság külön rendelettel rehabilitálta Staedelt.
Staedel püspöksége alatt majdnem korlátlanul teljesítette a Volksgruppe vezetésének követeléseit és útmutatásait. Először is átadták az egyházi iskolákat a Friedrich Müller vezette konzervatív ellenzék szervezett ellenállása ellenére. További lépésként Staedel kezdeményezte az Institut zur Erforschung des jüdischen Einflusses auf das deutsche kirchliche Leben (a német egyházi életre gyakorolt zsidó befolyást kutató intézet) erdélyi munkacsoportjának megalakítását. Ennek közvetlen következményeként átalakították a hitoktatás tantervét olyan módon, hogy az ószövetségi anyagot germán mitológiával helyettesítették. A püspöki hivatal módszeresen igyekezett félreállítani az ellenzéket.
Alig hat héttel azután, hogy 1944. augusztus 23-án Románia szembefordult az addig szövetséges Németországgal, a lelkészek küldöttsége lemondásra szólította fel Staedelt. 1944 októberében Staedelt letartóztatták, és a zsilvásárhelyi fogolytáborba szállították. Innen 1946 tavaszán nyugatra szökött.
A vesztfáliai Minden városában kórházi lelkigondozóként tevékenykedett, egészen 1959-es nyugdíjba vonulásáig. Aktív tagja volt a korábbi Német Keresztények körének, megtartotta a német felsőbbrendűségre vonatkozó elveit és a kereszténységen belüli zsidó elemekkel szembeni gyanakvását. Nyugdíjas éveit Marburgban töltötte.

## Művei
- Griechenland; in: Akademische Blätter 13 (1909); Hermannstadt
- Die sächsische Fortbildungsschule: Ansprache gehalten in der Hauptversammlung des allgemeinen siebenbürgisch-deutschen Jugendbundes zu Reps am 25. Mai 1924; Flugschriften des Allgemeinen siebenbürgisch-deutschen Jugendbundes 1
- Stephan Ludwig Roth. Rede; Flugschriften des Allgemeinen siebenbürgisch-deutschen Jugendbundes 6; Schäßburg 1928
- Auf dem Weg zur völkisch-deutschen Schule der Siebenbürger Sachsen; év és hely nélkül
- Für Wahrheit und Recht in unserer Kirche; Hermannstadt, 1936
- Meine Verteidigung. Ein Ruf zur Besinnung in unserer Kirche; Kronstadt, 1937
- In Gottvaters Haus: Predigt über Johannes 14,1–2a; Kirchliche Blätter, 1942
- Kirche im Volk. Bericht über die 39. Landeskirchenversammlung der evangelischen Landeskirche A.B. in Rumänien vom 31. Mai bis 3. Juni 1942 mit Installationspredigt und Eröffnungsrede des Bischofs Wilhelm Staedel; Hermannstadt, 1942
- Kritische Bemerkungen zu Robert Schulz: Deutsche in Rumänien – Das Nationalitätenproblem in der Rumänischen Volksrepublik; Leipzig, 1955 körül
- Landsmannschaft der Siebenbürger Sachsen (szerk.): Die Volkskirche der Siebenbürger Sachsen; gépírásban, 1957
- Anmerkungen, Fragen und Berichtigungen zur „Dokumentation der Vertreibung der Deutschen aus Ost-Mittel-Europa (Bd 3): Das Schicksal der Deutschen in Rumänien.“; gépírásban, 1957
- Dr. Josef Capesius: ein siebenbürgisch-sächsischer Schulmann um die Jahrhundertwende (21. Juli 1853-25. Oktober 1918); in: Südostdeutsche Vierteljahresblätter (Sodt Vjbl) 11 (1961)
- Andreas Scheiner d.J. (1890-1960); in: SodtVjbl 11 (1961)
- Andreas Scheiner d.J. zum Gedächtnis (1890-1960); n: Siebenbürgisch-sächsischer Hauskalender, 1962
- Geheimrat Professor Dr. Franz Schmidt; in: SodtVjbl (14) 1964
- Deutsche Jugendpflege, Jugendarbeit und Jugendbewegung Siebenbürgens im 1. Viertel des 20. Jahrhunderts; Tagungsband der Arbeitsgemeinschaft für südostdeutsche Volks- und Heimatforschung, 1966
- Unvergessen und unverloren. Predigten und Ansprachen von Wilhelm Staedel; kiadja Herta Staedel; Marburg, 1978 (posztumusz)